# Dobsonia crenulata
Dobsonia crenulata is een vleermuis uit het geslacht Dobsonia die voorkomt op Celebes, de Togianeilanden, Peleng en Batjan, Halmahera, Morotai, Obi, Rau, Sangihe, Siau, Ternate en Tidore in de Molukken (alles in Indonesië). De populaties buiten de Molukken vertegenwoordigen waarschijnlijk een onbeschreven ondersoort. Deze soort wordt zelf soms als een ondersoort van D. viridis gezien.
D. crenulata is een grote soort met bruine klauwen en een groenachtige vacht. D. crenulata is groter dan de gelijkende D. viridis. De kop-romplengte voor mannetjes bedraagt 193 tot 205 mm, de staartlengte 26,2 tot 33,3 mm, de voorarmlengte 128,5 tot 136,0 mm, de tibialengte 61,5 tot 65,2 mm, de oorlengte 26,0 tot 28,4 mm en het gewicht 280 tot 320 g. De kop-romplengte voor vrouwtjes bedraagt 165 tot 180 mm, de staartlengte 24,8 tot 38,1 mm, de voorarmlengte 125,4 tot 133,0 mm, de tibialengte 60,3 tot 61,8 mm, de oorlengte 26,3 tot 29,2 mm en het gewicht 220 tot 280 g. Deze gegevens zijn gebaseerd op vier mannetjes en vijf vrouwtjes uit Halmahera. Jongen van deze soort worden van november tot januari geboren.